# Serj Tankian
Serj Tankian (Armeens: Սերժ Թանգյան - Beiroet, 21 augustus 1967) is een Armeens-Amerikaans zanger en muzikant. Hij is bekend geworden als zanger van metalband System of a Down, maar heeft ook een succesvolle solocarrière.

## Biografie
Op 13 september 2001, kort na de terroristische aanslagen van 11 september 2001, heeft Tankian een essay geschreven en vervolgens geplaatst op de officiële website van System of a Down, maar deze werd door Sony verwijderd. Fragmenten van het essay zijn echter nog op het internet terug te vinden. Ook protesteert hij - al dan niet met System of a Down - geregeld tegen oorlog. Zo is de videoclip van de single Boom! een protestlied tegen de Irakoorlog. Bij een protest in Santa Monica, Californië, deelde hij zelfbereid voedsel uit aan dakloze mensen. Op 1 oktober 2002 bracht Tankian een poëzieboek uit onder de titel Cool Gardens. In dit boek komen veel politieke, maar ook persoonlijke gebeurtenissen (onder andere bij System of a Down) aan bod.
Tankian strijdt sinds het begin van zijn carrière voor erkenning van de Armeense genocide en uit regelmatig kritiek tegenover Turkije omwille van de herhaalde ontkenning door het land van het bestaan van de genocide. Hij richtte samen met Tom Morello, gitarist van Rage Against the Machine, de non-profitorganisatie Axis Of Justice op. Beide heren vertelden hierover meer in een interview in de Henry Rollins Show, dat werd uitgezonden op 13 juli 2007.
In 2006 gelaste System of a Down voor onbepaalde tijd een pauze in, waarna Tankian een solocarrière als zanger en muzikant begon. Op 23 oktober 2007 kwam zijn eerste soloalbum, Elect the Dead, uit en toerde hij door de Verenigde Staten en Europa. Deze tournee bracht hem op 25 november 2007 naar de Melkweg te Amsterdam. Ook heeft hij op Pinkpop 2008, Pukkelpop 2008, Rock am Ring 2008, Rock im Park 2008, Rock en Seine 2008, Sziget 2008, Area 4 2008, Pukkelpop 2010 en Lowlands 2010 opgetreden.
In september 2010 verscheen zijn tweede soloalbum genaamd Imperfect Harmonies. Op 29 november van dat jaar maakte System of a Down bekend weer op te gaan treden. In 2011 werd Tankians nummer Total Paranoia gebruikt in de game Batman: Arkham City. Hij bracht in 2012 zijn derde soloalbum, Harakiri, uit, in 2013 gevolgd door zijn vierde soloalbum uit, in de vorm van een klassieke symfonie.
In de jaren erna heeft hij muziek in diverse genres gecomponeerd, variërend van metal tot akoestisch, folk, klassieke en filmmuziek (soundtracks). Ook was hij in 2022 te horen in de game Metal: Hellsinger met het nummer No Tomorrow. In 2024 verscheen wederom een boek van zijn hand: Down With the System.

## Discografie

### Albums
| Album met eventuele hitnotering(en) in de Nederlandse Album Top 100 | Datum van verschijnen | Datum van binnenkomst | Hoogste positie | Aantal weken | Opmerkingen |
| ------------------------------------------------------------------- | --------------------- | --------------------- | --------------- | ------------ | ----------- |
| Elect The Dead                                                      | 19-10-2007            | 27-10-2007            | 45              | 2            |             |
| Imperfect Harmonies                                                 | 17-09-2010            | 25-09-2010            | 94              | 1            |             |
| Harakiri                                                            | 10-07-2012            |                       |                 |              |             |
| Orca                                                                | 25-06-2013            |                       |                 |              |             |

| Album met hitnotering(en) in de Vlaamse Ultratop 200 albums | Datum van verschijnen | Datum van binnenkomst | Hoogste positie | Aantal weken | Opmerkingen |
| ----------------------------------------------------------- | --------------------- | --------------------- | --------------- | ------------ | ----------- |
| Elect The Dead                                              | 2007                  | 03-11-2007            | 64              | 3            |             |
| Imperfect Harmonies                                         | 2010                  | 02-10-2010            | 80              | 1            |             |
| Harakiri                                                    | 2012                  | 04-08-2012            | 128             | 1*           |             |
| Orca                                                        | 25-06-2013            |                       |                 |              |             |

### Ep's
| Jaar | Titel             | Opmerkingen |
| ---- | ----------------- | ----------- |
| 2008 | Lie Lie Live      | live-ep     |
| 2011 | Imperfect Remixes | remix-ep    |
| 2021 | Elasticity        |             |
| 2022 | Perplex Cities    |             |
| 2024 | Foundations       |             |

### Singles
| Jaar | Titel                                   | Album/ep                  | Opmerkingen                          |
| ---- | --------------------------------------- | ------------------------- | ------------------------------------ |
| 2005 | We Are One                              | -                         | met Buckethead                       |
| 2007 | The Unthinking Majority                 | Elect the Dead            |                                      |
| 2007 | Empty Walls                             | Elect the Dead            |                                      |
| 2007 | Lie Lie Lie                             | Elect the Dead            |                                      |
| 2008 | Sky Is Over                             | Elect the Dead            |                                      |
| 2008 | Fears                                   | -                         |                                      |
| 2010 | The Charade                             | Elect the Dead Symphony   |                                      |
| 2010 | Bird's Eye                              | Body of Lies              | met Marc Streitenfeld en Mike Patton |
| 2010 | Left of Center                          | Imperfect Harmonies       |                                      |
| 2010 | Reconstructive Demonstrations           | Imperfect Harmonies       |                                      |
| 2011 | The Hunger                              | Prometheus Bound          | met Shirley Manson                   |
| 2012 | Figure It Out                           | Harakiri                  |                                      |
| 2012 | Cornucopia                              | Harakiri                  |                                      |
| 2012 | Harakiri                                | Harakiri                  |                                      |
| 2012 | We Are the 99 Percent                   | -                         | met Tom Morello en Tim McIlrath      |
| 2014 | Hali                                    | -                         | met Pedro Meirelles en Eugene Hütz   |
| 2016 | Artsakh                                 | -                         | akoestisch nummer                    |
| 2016 | Aurora's Dream                          | -                         | met Veronika Stalder                 |
| 2017 | Industrialized Overload                 | -                         |                                      |
| 2018 | The Rough Dog                           | Royal Garage              | met Ara Malikian                     |
| 2019 | Black Rooms                             | Ramagehead                | met O.R.k.                           |
| 2020 | Introvert (Call Me Crazy)               | -                         | met Sebu en mISHØ                    |
| 2020 | Hayastane                               | -                         |                                      |
| 2021 | Disarming Time: A Modern Piano Concerto | Cool Gardens Poetry Suite |                                      |
| 2021 | Elasticity                              | Elasticity                |                                      |
| 2021 | Electric Yerevan                        | Elasticity                |                                      |
| 2021 | Your Mom                                | Elasticity                |                                      |
| 2021 | Rumi                                    | Elasticity                |                                      |
| 2022 | Amber                                   | -                         | met Sevak Amroyan                    |
| 2024 | A.F. Day                                | Foundations               |                                      |
| 2024 | Justice Will Shine On                   | Foundations               |                                      |
| 2024 | Cartoon Buyer                           | Foundations               |                                      |
| 2024 | Approprations                           | Foundations               |                                      |
| 2024 | Life's Revengeful Son                   | Foundations               |                                      |

### Soundtracks
| Jaar | Filmtitel                          |
| ---- | ---------------------------------- |
| 2011 | Prometheus Bound                   |
| 2016 | The Last Inhabitant                |
| 2016 | 1915                               |
| 2017 | Intent to Destroy                  |
| 2017 | Furious                            |
| 2018 | Spitak                             |
| 2019 | Midnight Star                      |
| 2021 | Truth to Power                     |
| 2021 | I Am Not Alone                     |
| 2023 | Madoff: The Monster of Wall Street |
| 2025 | Who killed Jonbenet Ramsey         |

### Als gastartiest
| Jaar | Titel                | Met artiest(en)                                      |
| ---- | -------------------- | ---------------------------------------------------- |
| 2007 | Mein                 | Deftones                                             |
| 2013 | We Are               | Ray Harmony, Ihsahn, Devin Townsend en Abbie Johnson |
| 2014 | Shooting Helicopters | Benny Benassi                                        |
| 2019 | A Higher Frequency   | Tom Morello en Attlas                                |
| 2021 | Moonhearts in Space  | Tina Guo                                             |
| 2023 | Black Thunder        | The Hu en Daniel Laskiewicz                          |